# Hong Myung-Bo
Hong Myung-Bo (på koreansk: 홍명보, født 12. februar 1969 i Seoul) er en tidligere sydkoreansk fodboldspiller og nuværende fodboldtræner senest i den kinesiske klub Hangzhou Greentown F.C. Han har tidligere blandt andet været træner for Sydkorea, og som spiller har han med 136 landskampe kamprekorden for Sydkoreas landshold, som han repræsenterede ved fire VM-slutrunder. Han spillede på klubplan for Pohang Steelers i sit hjemland, samt for to japanske klubber og amerikanske Los Angeles Galaxy.
Hong blev i 2004, som den eneste sydkoreaner, udvalgt til FIFA 100, en kåring af de 125 bedste nulevende fodboldspillere gennem historien.

## Landshold
Hong nåede i løbet af sin karriere at spille hele 136 kampe og score 10 mål for Sydkoreas landshold, som han repræsenterede i årene mellem 1990 og 2002. Han var en del af den sydkoreanske trup til både VM i 1990, VM i 1994, VM i 1998 og slutteligt VM i 2002. 
Ved VM i 2002, der blev spillet på hjemmebane, var Hong som anfører med til at føre sit land frem til semifinalerne, efter blandt andet at have besejret Italien og Spanien undervejs.